# 천신일
천신일(千信一, 1943년 9월 11일 ~ )은 대한민국의 기업인이다. 세중 회장이자 고려대학교 교우회 회장이다. 삼성 이건희 회장, 이명박 대통령과 가까운 사이로 알려져 있다.

## 생애
천신일 회장은 1943년 9월 11일 부산에서 태어났다. 61학번으로 입학하여, 1965년 고려대학교 정치외교학과를 졸업하고, 1974년 제철화학을 설립하고 기업활동을 하다가 1982년 세중을 설립하고 대표이사에 취임한다. 2006년 7월 나모 웹에디터를 만들었던 나모 인터랙티브를 합병하여, ㈜세중나모여행으로 회사명을 변경하였고, 2011년 7월 (주)세중으로 사명을 변경하여 2013년 현재 (주)세중의 대표이사 회장이다.

### 이명박 대통령과의 관계
이명박 대통령과 고려대학교 61학번 동기이면서, 6·3 동지회 회원으로 명절 때 가족들과 같이 식사를 할 정도로 각별한 사이인 것으로 알려졌다. 대선 기간에는 고려대 교우회장을 맡으면서 고대 동문의 절대적인 지지를 이끌었고, 자신의 친구 이명박 대통령 당선에 큰 공을 세운바 있다. 이명박 당선 후, 고대 교우회장 명의로 고대 동문 전체 메일로 “지폐에 얼굴이 오르는 성군이 되시기를”이라는 시대착오성 자축 메일을 보냈었다.

### 삼성과의 관계
천신일 회장은 삼성그룹과의 인연도 각별하다. 창업주인 고 이병철 회장의 ‘그림자’라고 불릴 정도로 이 전 회장과 각별한 사이였던 것으로 알려져 있다. 이병철 회장 당시 천 회장이 개인적인 궂은 일을 처리해주면서 각별한 사이로 발전됐고 지금의 세중그룹이 성장하는 데 든든한 배경이 되었으며, (주)세중의 전체 매출 비중에서 삼성그룹이 차지하는 비중이 50%에 달할 정도로 삼성그룹사의 비즈니스 여행 물량 대부분을 도맡아하고 있다. 또, 이건희 삼성그룹 회장의 권유로 1981년부터 대한 레슬링협회에 몸담기 시작해 레슬링에 대한 각종 지원을 아끼지 않았고, 1997년 대한레슬링협회 25대 회장으로 선출되었고, 2004년 체육훈장 맹호장을 받기도 했다. 뿐만 아니라 2007년 12월 20일 삼성중공업 거제조선소와 마산항 제5부두 배후부지 3만3000m2(1만평)에 강재 적치 선별장 조성과 강재물류사업을 시작으로 삼성중공업 후판물량의 대부분을 처리하고 있다.
김부겸 과의 관계 
현 며느리는 김부겸 딸인 김지수의 시누이로 며느리 와 시누이 올케 관계 다

### 기부 활동
천신일 회장은 문화재에 대한 관심도 각별하다. 지난 1978년 인사동의 한 골동품 가게에 갔다가 오래된 석조문화재를 일본인이 사려는 것을 보고 그것에 있는 석조물 27점을 모두 사게 된 것이 계기가 되어 국내외 석조문화재들을 구입하였고 지난 2000년 7월에는 자비를 들여 국내 유일의 돌 박물관인 세중옛돌박물관을 열었다. 이밖에 천회장은 지난 1985년 포항공대(포스텍)에 학교부지 (약6만3000평)를 기증했고 2006년에는 자신이 보유한 세중나모여행 지분일부를 사회에 헌납할 것이라고 밝히기도 했다. 실제로 지난 2007년 11월 자신의 모교인 고려대학교를 포함하여 대학과 박물관, 청소년교육단체 및 사회봉사단체에 60억원이 넘는 거액을 기부했다.
2006년에는 고려대학교, 연세대학교, 포항공과대학교, 국립중앙박물관 등에 110억 원 가치의 주식을 기부하였다.

## 학력
- 1999년 경남대학교 북한대학원 수료[8]
- 1998년 한국체육대학교 사회체육대학원 스포츠 최고경영자과정 수료
- 1996년 고려대학교 대학원 최고위과정 수료
- 1995년 고려대학교 언론대학원 최고위과정 수료
- 1965년 고려대학교 정치외교학과 졸업
- 1961년 경남고등학교 졸업[9]

## 경력
- 2009년 ~ 대한체육회 이사
- 2007년 ~ 고려대학교 교우회 회장
- 2006년 ~ 세중나모여행 대표이사 회장
- 2006년 ~ 세중디엠에스 대표이사 회장
- 2002년 ~ 세중게임박스 대표이사 회장
- 2000년 ~ 세중컨설팅 설립 대표이사 회장
- 1996년 ~ 대한레슬링협회 회장
- 1993년 ~ 세중정보기술 설립 대표이사 회장
- 1980년 ~ 1982년 한국과산화공업 대표이사사장
- 1987년 ~ 세중엔지니어링 설립 대표이사회장
- 1986년 ~ 세성항운 설립 대표이사회장
- 1982년 ~ 세중 설립 대표이사 회장
- 1977년 ~ 1982년 동해산업 대표이사 사장
- 1976년 ~ 1996년 태화유운 설립 대표이사사장
- 1974년 ~ 1977년 제철화학 설립 대표이사사장
- 1974년 ~ 1974년 동양철관공업 상무이사
- 한국게임연맹 총재[10]
- 민속박물관회 부회장

#### 대한레슬링협회
1996년 대한레슬링협회 회장으로 취임하여 오랫동안 회장으로 활동하였다.
2009년 1월 15일 레슬링협회는 서울 송파구 올림픽파크텔에서 2009년 정기 대의원총회를 열고 천 회장을 만장일치로 재추대하면서 집행부 구성을 위임했다.

## 수상
- 2004년 대한민국 체육훈장 '맹호장' 수상
- 2002년 '메세나대상 창의상' 수상
- 2002년 대한민국 국민훈장 '석류장' 수상
- 1999년 '세계레스링연맹금장' 수상
- 1986년 '내무부장관감사장' 수상
- 1977년 대한민국 '대통령표창' 수상